# لسلی مونویز
لسلی مونویز، (به انگلیسی: Leslie Moonves) (زاده ۱۹۴۹) کارآفرین، بازرگان و مدیر ارشد اجرایی آمریکایی است، که در حال حاضر به‌عنوان مدیر عامل اجرایی و رییس هیئت مدیره شرکت سی‌بی‌اس فعالیت می‌کند.